# Сокола (Молдова)
Сокола, Сокол (рум. Socola) — село в Шолданештском районе Молдавии. Наряду с селом Вадул-Рашков входит в состав коммуны Вадул-Рашков.

## География
Село расположено на высоте 73 метров над уровнем моря.
Расположено на правом берегу реки Днестр.

## Население
По данным переписи населения 2004 года, в селе Сокола проживает 356 человек (173 мужчины, 183 женщины).
Этнический состав села:
| Национальность | Число жителей | Процентный состав |
| -------------- | ------------- | ----------------- |
| молдаване      | 351           | 98.6              |
| украинцы       | 2             | 0.56              |
| русские        | 2             | 0.56              |
| румыны         | 1             | 0.28              |
| Всего          | 356           | 100 %             |